# 21 cm Mörser 16
Il 21 cm Mörser M. 16, abbreviato in 21 Mrs 16, era un obice pesante tedesco da 210 mm sviluppato dalla Krupp ed impiegato dalla prima guerra mondiale alla seconda guerra mondiale.

## Storia

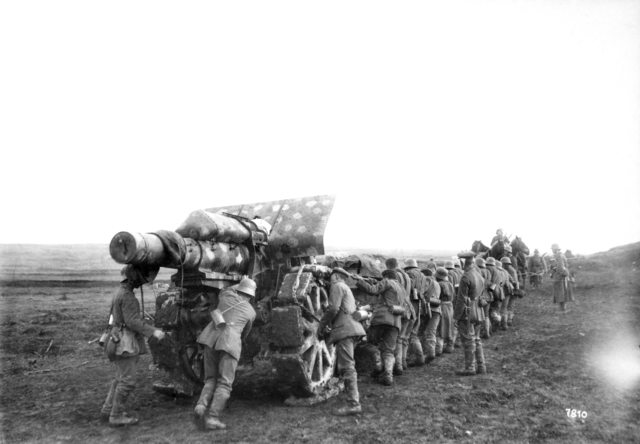
21 Mrs 16 in azione a Ham, marzo 1918

L'esperienza in combattimento con il 21 cm Mörser 10 ne aveva evidenziato alcuni limiti, quali l'eccessivo peso e la gittata inferiore ai corrispettivi alleati, che li esponeva al tiro di controbatteria, condizione aggravata dall'assenza di protezioni per i serventi.
La Krupp, modificando il M. 10, realizzò così il M. 16 o Langer Mörser. Questi obici rimasero in servizio di prima linea, insieme ai 21 cm Mörser 18, con l'Esercito imperiale prima e la Wehrmacht poi, fino al 1940. Successivamente furono usati per l'istruzione e per il servizio nei teatri secondari.
La Svezia acquisì una dozzina di obici nel 1918, che sono rimasti in servizio fino al 1950.
Durante la guerra d'inverno, quattro di questi Mrs 16 furono ceduti dal paese scandinavo alla Finlandia, che però non li poté utilizzare in battaglia perché non disponeva di trattori abbastanza potenti. Il problema fu risolto prima della guerra di continuazione e per tutta la durata del conflitto i pezzi furono impiegati da una batteria di artiglieria super-pesante. Dopo la guerra furono posti in riserva e vi rimasero fino alla fine degli anni sessanta, quando furono dismessi.

## Tecnica
A parità di peso, questo nuovo pezzo aveva una bocca da fuoco lunga 14,5 calibri invece di 10 ed era dotata di scudo, applicato sul campo solo ad alcuni M. 10. Originariamente anche questo pezzo, come il predecessore, per il trasporto doveva essere scomposto in due vetture; negli anni trenta, gli obici superstiti furono modificati con l'installazione di ruote semipneumatiche che, con l'aggancio di un avantreno, consentivano il traino meccanico.

## Munizionamento
La munizione era di tipo separato, a cartoccio bossolo.
| Nome                    | Tipo                  | Peso del proietto | Carica esplosiva |
| ----------------------- | --------------------- | ----------------- | ---------------- |
| 21 cm Gr 18             | HE                    | 113 kg            |                  |
| 21 cm Gr 18 Be          | perforante antibunker | 120,75 kg         | 11,61 kg TNT     |
| 210 tkrv 51/65-ps R-/33 | perforante antibunker | 120,75 kg HE      |                  |